# 大久保和郎
大久保 和郎（おおくぼ かずお、1923年11月1日 - 1975年1月20日）は、日本の翻訳家。
ドイツ語、フランス語の翻訳を行なった。東京出身。慶應義塾大学文学部中退。

## 翻訳
- 『恋を追う女 ラミエル』（Lamiel、スタンダール、新人社） 1948
のち『ラミエル』（角川文庫）
- 『幻想物語』（ホフマン、新人社） 1948
- 『或る心の破滅』（ツワイク、蒼樹社、蒼樹選書62） 1949
- 『ドイツ小説集 カントよりワーグナーまで』（片山敏彦共編訳、みすず書房） 1950
- 『心の焦躁』（上・下）（シュテファン・ツヴァイク、慶友社） 1950
のち「シュテファン・ツヴァイク全集6」（みすず書房）
- 『ロマン・ロラン』（シュテファン・ツヴァイク、慶友社） 1951、のち角川文庫
- 『運命の賭』（ツヴァイク、みすず書房） 1951
- 『二十世紀の知的冒険』（上・下）（R・M・アルベレース、みすず書房） 1952
- 『赤と黒』（スタンダール、角川文庫） 1952
- 『実存主義と常識』（ボーヴォワール、小野敏子共訳、創元社） 1952
- 『忘れじの面影』（ツヴァイク、三笠書房） 1954
- 『モンテ・クリスト伯』（上・下）（ アレグザンドル・デュマ、三笠書房） 1954 - 1955
『巌窟王』（デューマ、筑摩書房） 1956
『モンテ・クリスト伯』 1 - 6 （アレクサンドル・デュマ、角川文庫） 1958 - 1960
- 『近代芸術の状況』（ジャン・カスー、瀧口修造共訳、人文書院） 1956
- 『激流 ある愛の記録』（マリ＝アンヌ・デマレ(Marie-Anne Desmarest)、秋元書房） 1957
- 『十六才』（フランス・ノリ(François Nourissier)、新潮社） 1957
- 『懲役船』（アンドレ・シャンソン、大日本雄弁会講談社） 1957
- 『E=mc[2]』（ピエール・ブール、筑摩書房） 1958
- 『王妃の首飾り』（アレクサンドル・デュマ、東京創元社） 1958、創元推理文庫（上・下）1981
- 『含羞草』（ミシェール・ペラン(Michele Perrein)、秋元書房） 1959
- 『思い乱れて』（A cœur perdu、ボワロ&ナルスジャック、創元推理文庫） 1959
- 『技師は数字を愛しすぎた』（L'ingenieur aimait trop les chiffres、ボワロ&ナルスジャック、創元推理文庫） 1960
- 『秘密機関長の手記』（Le chef du contre-espionnage nazi parle、シェレンベルグ、角川書店） 1960
- 『だまし絵』（ミシェル・ラゴン（フランス語版）、河出書房新社） 1960
- 『秘境マンダラ 最後の裸族』（Mandara : unbekanntes Bergland in Kamerun、ルネ・ガルディ(René Gardi)、二見書房） 1960
- 『エカテリーナ回想記』（エカテリーナ二世、筑摩書房、世界ノンフィクション全集18） 1961
- 『死よ汝の勝利はいずくにありや』（上・下）（Mort，où est ta victoire、ダニエル＝ロップス（フランス語版）(Daniel-Rops)、七曜社） 1962
- 『呪い』（Maléfices、ボワロ、ナルスジャック、創元推理文庫） 1963
- 『帰らざる肉体』（Le retour des cendres、ユーベル・モンテイェ、早川書房、世界ミステリシリーズ） 1963
- 『キューバの祭り』（アニア・フランコ、筑摩書房） 1963
- 『愛と血 男ありて汝を愛すされど…』（ダニエル・ロップス、七曜社） 1963
- 『マックス・ウェーバー　1・2』（マリアンネ・ウェーバー(Marianne Weber)、みすず書房） 1963 - 1965。新版全1巻、1987
- 『蠅を殺せ』（O.S.S.117 Tue la taon、ジャン・ブリュース(Jean Bruce)、早川書房、世界ミステリシリーズ） 1963
- 『ルーヴルに陽は昇る』（Le Soleil nait Derriére le Louvre、レオ・マレ（フランス語版）、早川書房、世界ミステリシリーズ） 1964
- 『第二次大戦を起こした男』（ギュンター・パイス、筑摩書房） 1964
- 『中国人民の声』（イアン・ミュルダール、筑摩書房、グリーンベルト・シリーズ64） 1965
- 『レ・ミゼラブル 縮約版』（ユゴー 、旺文社文庫） 1965
- 『ろばに乗った英雄』（プラトーヴィッチ（ロシア語版）(Miodrag Bulatovic)、恒文社、現代東欧文学全集13） 1966
- 『最後の楽園』（ベルナール・ゴルスキー(Bernard Gorsky )、筑摩書房、現代世界ノンフィクション全集15） 1967
- 『ヴァイオリン』（Le Violon、マルク・パンシェルル、 白水社、文庫クセジュ） 1967
- 『風車小屋だより』（ドーデ、旺文社、旺文社文庫） 1967
- 『ベルリン日記』（ウィリアム・シャイラー、筑摩書房、現代世界ノンフィクション全集08） 1968、のち完訳・筑摩叢書 1977
- 『グラント船長の子供たち』（ジュール・ヴェルヌ、集英社、ヴェルヌ全集） 1968、のち旺文社文庫
- 『悪魔の発明』（ジュール・ヴェルヌ、角川文庫） 1968
- 『月曜物語』（Contes du lundi、ドーデ、旺文社文庫） 1968
- 『イェルサレムのアイヒマン 悪の陳腐さについての報告』（ハンナ・アーレント、みすず書房） 1969、のち度々新版
- 『ストリップ・ティーズ』（Striptease、シムノン、集英社、シムノン選集2） 1969、のち集英社文庫
- 『政治的ロマン主義』（Politische Romantik、カール・シュミット、みすず書房） 1970
- 『パルムの僧院』（全2巻）（スタンダール、旺文社文庫） 1970 - 1971
- 『全体主義の起原』（全3巻）（ハンナ・アーレント、大島かおり共訳、みすず書房） 1972 - 1974、のち度々新版
- 『アイヒマンの告白 裁きの日の前に』（アドルフ・アイヒマン、番町書房） 1972
- 『地球壊滅一九八六年「ゼロ時」』（Unternehmen stunde null 1986、G・シュタインホイザー(Gerhard R. Steinhauser)、朝日新聞社） 1974
- 『一粒の麦もし死なずば』（ジイド、旺文社文庫） 1974
- 『暗い春 勝者と敗者』（The victors and the vanquished、ヘダ・コヴァーリ(Heda Kovaly) / エラジム・コハーク(Erazim V Kohák)、文化放送開発センター出版部） 1975
- 『北海の越冬 / 緑の光線』（ヴェルヌ、 中村三郎共訳、パシフィカ、海と空の大ロマン） 1979

| スタブアイコン | サブスタブ | この項目は、まだ閲覧者の調べものの参照としては役立たない、文人（小説家・詩人・歌人・俳人・作詞家・作家・放送作家・随筆家（コラムニスト）・文芸評論家）に関連した書きかけの項目です。この項目を加筆・訂正などしてくださる協力者を求めています（P:文学/PJ:作家）。 |